# Haj Ahmed El Ghrabli
Ahmed El Ghrabli est un poète de melhoun originaire de Fès. Il a vécu sous le règne des sultans Moulay Hassan 1er (1873-1894) et Moulay Abdelaziz (1894-1908). Il exerçait la profession de tisserand à Fès où il est né, et il était d'une très grande érudition et d'une finesse surprenante. Ses qasida avaient un grand retentissement dans tout le royaume, et les plus belles restent : El mersoul, Malika et ya lotf Allah el khafi. 

## Poèmes
- Ya Hnine
- Jad Bel Farh Zmani
- Ya Lotf Allah ElKhafi (Elottfia)
- Ya Edda'i
- Tarhil Echams
- Enemroudia
- Lachraf El Houssneyne
- Lalla Malika
- El Mersoul

Refrain de la qacida Lalla Malika :  (رايت الملاكا يامولاتي المالكة ليك العبد وكل ماملك نصرو مليكة حمالت المليك (Arayt el Mlaka ya moulati el malka, lik el 'abd ou koul ma mlek, nesro malika 'hmalt el malik) (Étendard flottant dans l'Empire ! Ne suis-je ton esclave corps et âme ? Glorifiez Malika la grande dame !)

## Source
- Fourad Guessous, Anthologie de la poésie du melhoun marocain, 2008.